# Všeruský národní svaz
Všeruský národní svaz byla konzervativně-nacionální politická strana v carském Rusku. Strana bránila hlavně zájmy velkopodnikatelů a velkostatkářů. Obhajovala dřívější podobu monarchie a antisemitismus.